# Aphonomorphus conspersus
Aphonomorphus conspersus är en insektsart som beskrevs av Bruner, L. 1916. Aphonomorphus conspersus ingår i släktet Aphonomorphus och familjen syrsor. Inga underarter finns listade i Catalogue of Life.